# Volksabstimmungen in der Schweiz 1890
Dieser Artikel bietet eine Übersicht der Volksabstimmungen in der Schweiz im Jahr 1890.
In der Schweiz fand auf Bundesebene eine Volksabstimmung statt, im Rahmen eines Urnengangs am 26. Oktober. Dabei handelte es sich um ein obligatorisches Referendum.

## Abstimmung am 26. Oktober 1890

### Ergebnis
| Nr. | Vorlage | Art | Stimm- berechtigte | Abgegebene Stimmen | Beteiligung | Gültige Stimmen | Ja      | Nein    | Ja-Anteil | Nein-Anteil | Stände | Ergebnis |
| --- | --- | --- | ------------------ | ------------------ | ----------- | --------------- | ------- | ------- | --------- | ----------- | ------ | -------- |
| 34  | Bundesbeschluss betreffend Ergänzung der Bundesverfassung vom 29. Mai 1874 durch einen Zusatz bezüglich des Gesetzgebungsrechtes über Unfall- und Krankenversicherung | OR  | 663'531            | 396'448            | 59,75 %     | 375'428         | 282'228 | 092'200 | 75,44 %   | 24,56 %     | 20½:1½ | ja       |

### Unfall- und Krankenversicherung
Nachdem der Bundesrat vom Parlament aufgefordert worden war, nach deutschem Vorbild die Einführung einer obligatorischen staatlichen Unfallversicherung für Arbeiter zu prüfen, hob er 1889 in seiner Botschaft deren Vorzüge gegenüber der Haftpflicht hervor. Sie verteile das Risiko auf Bund, Kantone, Arbeitgeber und Arbeiter, sei somit für alle Arbeitgeber finanziell tragbar und entlaste auch die Heimatgemeinden. Ausserdem regte der Bundesrat an, auch die Krankenversicherung allgemein zu regeln, denn nach der damals vertretenen Rechtsauffassung liessen sich die beiden Risiken versicherungstechnisch schwer trennen. Fast oppositionslos verabschiedeten beide Parlamentskammern den neuen Artikel 34bis der Bundesverfassung: «Der Bund wird auf dem Wege der Gesetzgebung die Kranken- und Unfallversicherung einrichten, unter Berücksichtigung der bestehenden Krankenkassen. Er kann den Eintritt allgemein oder für einzelne Bevölkerungsklassen obligatorisch erklären.» Nennenswerte Opposition gegen die Abstimmungsvorlage gab es praktisch keine, sodass sie mit über drei Viertel Ja-Stimmen angenommen wurde. Nur in den Kantonen Wallis und Appenzell Innerrhoden resultierte eine ablehnende Mehrheit.